# Kazys Škirpa
Kazys Škirpa, né le 18 février 1895 à Nemajūnai, Gouvernement de Kowno dans l'Empire russe, (aujourd'hui en Lituanie) et mort le 18 août 1979 à Washington, est un militaire, homme politique et diplomate lituanien. Il est principalement connu pour sa tentative de rétablir l'indépendance de la Lituanie en 1941, lors de l'occupation allemande.

## Carrière militaire
Durant la Première Guerre mondiale, Škirpa est mobilisé dans l'armée russe, au sein de laquelle il tente de former un détachement lituanien à Petrograd. Après la déclaration d'indépendance de la Lituanie en 1918, il regagne son pays et combat comme volontaire lors de la guerre d'indépendance. En 1920, il est élu à l'assemblée constituante comme représentant de l'union populaire paysanne. Il poursuit ensuite sa formation militaire à Kaunas, puis à Bruxelles. Après avoir décroché son diplôme, il devient cher de l'état-major, mais il est forcé de démissionner en 1926 en raison de son opposition à un coup d'État.

## Carrière politique
Après sa démission, Škirpa occupe des fonctions diplomatiques et représente la Lituanie en Allemagne de 1927 à 1930, à la Société des Nations en 1930, en Pologne en 1938, puis de nouveau en Allemagne de 1938 à 1941.
Après l'invasion de son pays par l'URSS en vertu du pacte germano-soviétique, il fonde l'éphémère Front des activistes lituaniens dont l'objectif est de rétablir l'indépendance de la Lituanie ; le rôle de cette organisation reste controversé en raison de sa collaboration avec le régime nazi et de ses positions antisémites et anti-polonaises.
Au début de l'occupation allemande, Škirpa est nommé Premier ministre du gouvernement provisoire lituanien, ce qui n'empêche pas son arrestation par les autorités allemandes, qui lui interdisent de quitter le pays, puis, en 1944, de l'interner au camp de concentration de Bad Godesberg[Information douteuse].

## Après la guerre
Après sa libération, Škirpa vit à Paris, Dublin, puis à partir de 1949, aux États-Unis, où il travaille à la Bibliothèque du Congrès. En 1975, il publie ses mémoires sur le mouvement indépendantiste en 1941. Enterré à Washington, ses restes sont transférés à Kaunas en 1995.